# Slobozia Mare
Slobozia Mare es una localidad de Moldavia en el distrito (raión) de Cahul.
Se conoce su existencia desde el siglo XV. En 1871 se construyó aquí una de las iglesias más grandes de la zona, pero fue demolida en 1960 por las autoridades soviéticas.

## Geografía
Se encuentra a una altitud de 45 m s. n. m. a orillas del río Prut junto al lago Beleu, a 209 km de la capital nacional, Chisináu en el cruce de las carreteras E584 y R34.

## Demografía
En el censo 2014 el total de población de la localidad fue de 5 676 habitantes.